# 2726 Kotelnikov
2726 Kotelnikov је астероид главног астероидног појаса чија средња удаљеност од Сунца износи 2,859 астрономских јединица (АЈ).
Апсолутна магнитуда астероида је 12,5.